# Långgöl (Locknevi socken, Småland, 640226-151712)
Långgöl är en sjö i Vimmerby kommun i Småland och ingår i Botorpsströmmens huvudavrinningsområde. Sjön har en area på 0,124 kvadratkilometer och ligger 99,8 meter över havet.

## Delavrinningsområde
Långgöl ingår i det delavrinningsområde (640237-151717) som SMHI kallar för Mynnar i Yxern. Medelhöjden är 119 meter över havet och ytan är 41,19 kvadratkilometer. Det finns ett avrinningsområde uppströms, och räknas det in blir den ackumulerade arean 77,6 kvadratkilometer. Vanstadån som avvattnar avrinningsområdet har biflödesordning 3, vilket innebär att vattnet flödar genom totalt 3 vattendrag innan det når havet efter 53 kilometer. Avrinningsområdet består mestadels av skog (62 procent), öppen mark (12 procent) och jordbruk (19 procent). Avrinningsområdet har 1,05 kvadratkilometer vattenytor vilket ger det en sjöprocent på 2,5 procent.